# Joscha Burkhalter
Joscha Burkhalter (ur. 11 lipca 1996 w Erlenbach) – szwajcarski biathlonista, olimpijczyk z Pekinu 2022.

## Osiągnięcia

### Zimowe igrzyska olimpijskie
| Rok  | Miejscowość | Konkurencje | Konkurencje | Konkurencje | Konkurencje | Konkurencje | Konkurencje | Konkurencje |
| Rok  | Miejscowość | IN          | SP          | PU          | MS          | RL          | MR          | SR          |
| ---- | ----------- | ----------- | ----------- | ----------- | ----------- | ----------- | ----------- | ----------- |
| 2022 | Pekin       | 22.         | 45.         | lap.        | –           | 12.         | –           | nd.         |

### Mistrzostwa świata
| Rok  | Miejscowość | Konkurencje | Konkurencje | Konkurencje | Konkurencje | Konkurencje | Konkurencje | Konkurencje |
| Rok  | Miejscowość | IN          | SP          | PU          | MS          | RL          | MR          | SR          |
| ---- | ----------- | ----------- | ----------- | ----------- | ----------- | ----------- | ----------- | ----------- |
| 2020 | Anterselva  | 72.         | 71.         | –           | –           | 15.         | –           | –           |
| 2023 | Oberhof     | 36.         | 72.         | –           | –           | –           | –           | –           |
| 2024 | Nové Město  | 55.         | 57.         | 44.         | –           | 14.         | –           | –           |
| 2025 | Lenzerheide | 29.         | 21.         | 28.         | 26.         | 7.          | –           | –           |

### Mistrzostwa Europy
| Rok  | Miejscowość    | Konkurencje | Konkurencje | Konkurencje | Konkurencje | Konkurencje | Konkurencje | Konkurencje |
| Rok  | Miejscowość    | IN          | SP          | PU          | MS          | RL          | MR          | SR          |
| ---- | -------------- | ----------- | ----------- | ----------- | ----------- | ----------- | ----------- | ----------- |
| 2018 | Ridnaun        | 92.         | 98.         | –           | nd.         | nd.         | –           | 18.         |
| 2019 | Raubiczy       | 36.         | 47.         | 42.         | nd.         | nd.         | –           | 6.          |
| 2020 | Raubiczy       | –           | 31/97.      | –           | nd.         | nd.         | 20.         | –           |
| 2021 | Duszniki-Zdrój | 8.          | 67.         | –           | nd.         | nd.         | 10.         | –           |
| 2023 | Lenzerheide    | 70.         | 54.         | 46.         | nd.         | nd.         | –           | –           |

### Mistrzostwa świata juniorów

#### Junior młodszy
| Rok  | Miejscowość | Konkurencje | Konkurencje | Konkurencje | Konkurencje | Konkurencje | Konkurencje | Konkurencje |
| Rok  | Miejscowość | IN          | SP          | PU          | MS          | RL          | MR          | SR          |
| ---- | ----------- | ----------- | ----------- | ----------- | ----------- | ----------- | ----------- | ----------- |
| 2015 | Raubiczy    | 24.         | 5.          | 5.          | nd.         | 5.          | nd.         | nd.         |

#### Junior
| Rok  | Miejscowość      | Konkurencje | Konkurencje | Konkurencje | Konkurencje | Konkurencje | Konkurencje | Konkurencje |
| Rok  | Miejscowość      | IN          | SP          | PU          | MS          | RL          | MR          | SR          |
| ---- | ---------------- | ----------- | ----------- | ----------- | ----------- | ----------- | ----------- | ----------- |
| 2016 | Cheile Grădiştei | 15.         | 34.         | 26.         | nd.         | 13.         | nd.         | nd.         |
| 2017 | Osrblie          | 29.         | dns.        | –           | nd.         | –           | nd.         | nd.         |

### Puchar Świata

#### Miejsca w klasyfikacji generalnej
| Sezon     | Miejsc            |
| --------- | ----------------- |
| 2019/2020 | 90.               |
| 2020/2021 | niesklasyfikowany |
| 2021/2022 | 59.               |
| 2022/2023 | 68.               |
| 2023/2024 | 46.               |
| 2024/2025 | 37.               |